# Seria GP2 – Bahrain 2014
Runda GP2 na torze Bahrain International Circuit – pierwsza runda mistrzostw serii GP2 w sezonie 2014.

## Lista startowa
| Zespół               | Nr | Kierowca            |
| -------------------- | -- | ------------------- |
| RT Russian Time      | 1  | Mitch Evans         |
| RT Russian Time      | 2  | Artiom Markiełow    |
| Carlin               | 3  | Felipe Nasr         |
| Carlin               | 4  | Julián Leal         |
| Racing Engineering   | 5  | Raffaele Marciello  |
| Racing Engineering   | 6  | Stefano Coletti     |
| DAMS                 | 7  | Jolyon Palmer       |
| DAMS                 | 8  | Stéphane Richelmi   |
| ART Grand Prix       | 9  | Takuya Izawa        |
| ART Grand Prix       | 10 | Stoffel Vandoorne   |
| Hilmer Motorsport    | 11 | Daniel Abt          |
| Hilmer Motorsport    | 12 | Facu Regalía        |
| Rapax                | 14 | Adrian Quaife-Hobbs |
| Rapax                | 15 | Simon Trummer       |
| Arden International  | 16 | René Binder         |
| Arden International  | 17 | André Negrão        |
| EQ8 Caterham Racing  | 18 | Rio Haryanto        |
| EQ8 Caterham Racing  | 19 | Alexander Rossi     |
| MP Motorsport        | 20 | Daniël de Jong      |
| MP Motorsport        | 21 | Jon Lancaster       |
| Trident              | 22 | Axcil Jefferies     |
| Trident              | 23 | Johnny Cecotto Jr.  |
| Venezuela GP Lazarus | 24 | Nathanaël Berthon   |
| Venezuela GP Lazarus | 25 | Conor Daly          |
| Campos Racing        | 26 | Arthur Pic          |
| Campos Racing        | 27 | Kimiya Satō         |

## Wyniki

### Sesja treningowa
| Nr | Kierowca    | Konstruktor  | Czas     | Okr. |
| -- | ----------- | ------------ | -------- | ---- |
| 1  | Mitch Evans | Russian Time | 1:42,062 | 11   |

### Kwalifikacje
Źródło: Wyprzedź Mnie!
| Poz. | Nr | Kierowca            | Konstruktor          | Czas     | Poz. s. |
| ---- | -- | ------------------- | -------------------- | -------- | ------- |
| 1    | 7  | Jolyon Palmer       | DAMS                 | 1:38,865 | 1       |
| 2    | 10 | Stoffel Vandoorne   | ART Grand Prix       | 1:38,895 | 2       |
| 3    | 11 | Daniel Abt          | Hilmer Motorsport    | 1:39,073 | 3       |
| 4    | 8  | Stéphane Richelmi   | DAMS                 | 1:39,081 | 4       |
| 5    | 18 | Rio Haryanto        | Caterham Racing      | 1:39,228 | 5       |
| 6    | 6  | Stefano Coletti     | Racing Engineering   | 1:39,271 | 6       |
| 7    | 1  | Mitch Evans         | Russian Time         | 1:39,274 | 7       |
| 8    | 3  | Felipe Nasr         | Carlin               | 1:39,301 | 11      |
| 9    | 5  | Raffaele Marciello  | Racing Engineering   | 1:39,449 | 8       |
| 10   | 26 | Arthur Pic          | Campos Racing        | 1:39,462 | 9       |
| 11   | 21 | Jon Lancaster       | MP Motorsport        | 1:39,507 | 10      |
| 12   | 4  | Julián Leal         | Carlin               | 1:39,588 | 12      |
| 13   | 23 | Johnny Cecotto Jr.  | Trident              | 1:39,615 | 13      |
| 14   | 17 | André Negrão        | Arden International  | 1:39,647 | 14      |
| 15   | 19 | Alexander Rossi     | Caterham Racing      | 1:39,651 | 15      |
| 16   | 27 | Kimiya Satō         | Campos Racing        | 1:39,749 | 16      |
| 17   | 16 | René Binder         | Arden International  | 1:39,788 | 17      |
| 18   | 25 | Conor Daly          | Venezuela GP Lazarus | 1:39,848 | 18      |
| 19   | 12 | Facu Regalía        | Hilmer Motorsport    | 1:39,881 | 19      |
| 20   | 24 | Nathanaël Berthon   | Venezuela GP Lazarus | 1:39,928 | 20      |
| 21   | 15 | Simon Trummer       | Rapax                | 1:40,059 | PIT     |
| 22   | 20 | Daniël de Jong      | MP Motorsport        | 1:40,060 | 22      |
| 23   | 9  | Takuya Izawa        | ART Grand Prix       | 1:40,401 | 23      |
| 24   | 14 | Adrian Quaife-Hobbs | Rapax                | 1:40,408 | 24      |
| 25   | 22 | Axcil Jefferies     | Trident              | 1:40,619 | 25      |
| 26   | 2  | Artiom Markiełow    | Russian Time         | 1:41,172 | 26      |
| Poz. | Nr | Kierowca            | Konstruktor          | Czas     | Poz. s. |

### Główny wyścig

#### Wyścig
Źródło: Wyprzedź Mnie!
| P                 | + / – | Nr | Kierowca            | Konstruktor          | Okr. | Czas / Strata       | Komentarz |
| ----------------- | ----- | -- | ------------------- | -------------------- | ---- | ------------------- | --------- |
| 1                 | 1     | 10 | Stoffel Vandoorne   | ART Grand Prix       | 32   | 59:57,411           |           |
| 2                 | 10    | 4  | Julián Leal         | Carlin               | 32   | +0:01,551           |           |
| 3                 | 2     | 7  | Jolyon Palmer       | DAMS                 | 32   | +0:05,880           |           |
| 4                 | 2     | 6  | Stefano Coletti     | Racing Engineering   | 32   | +0:06,317           |           |
| 5                 | 4     | 26 | Arthur Pic          | Campos Racing        | 32   | +0:15,100           |           |
| 6                 | 16    | 9  | Takuya Izawa        | ART Grand Prix       | 32   | +0:21,729           |           |
| 7                 | 19    | 15 | Simon Trummer       | Rapax                | 32   | +0:21,979           |           |
| 8                 | 3     | 3  | Felipe Nasr         | Carlin               | 32   | +0:24,425           |           |
| 9                 | 8     | 16 | René Binder         | Arden International  | 32   | +0:24,861           |           |
| 10                | 13    | 14 | Adrian Quaife-Hobbs | Rapax                | 32   | +0:26,194           |           |
| 11                | 10    | 20 | Daniël de Jong      | MP Motorsport        | 32   | +0:27,034           |           |
| 12                | 6     | 25 | Conor Daly          | Venezuela GP Lazarus | 32   | +0:31,931           |           |
| 13                | 10    | 11 | Daniel Abt          | Hilmer Motorsport    | 32   | +0:36,231           |           |
| 14                | 7     | 1  | Mitch Evans         | Russian Time         | 32   | +0:36,997           |           |
| 15                | 10    | 2  | Artiom Markiełow    | Russian Time         | 32   | +0:41,030           |           |
| 16                | 11    | 18 | Rio Haryanto        | Caterham Racing      | 32   | +0:41,714           |           |
| 17                | 7     | 21 | Jon Lancaster       | MP Motorsport        | 32   | +0:42,412           |           |
| 18                | 10    | 5  | Raffaele Marciello  | Racing Engineering   | 32   | +0:46,849           | [ a ]     |
| 19                | 15    | 8  | Stéphane Richelmi   | DAMS                 | 32   | +0:49,656           |           |
| 20                | 6     | 17 | André Negrão        | Arden International  | 32   | +1:02,346           |           |
| 21                | 8     | 23 | Johnny Cecotto Jr.  | Trident              | 32   | +1:13,454           |           |
| 22                | 7     | 19 | Alexander Rossi     | Caterham Racing      | 32   | +1:34,560           | [ b ]     |
| 23                | 3     | 24 | Nathanaël Berthon   | Venezuela GP Lazarus | 30   | +2 okr.             | awaria    |
| Niesklasyfikowani |       |    |                     |                      |      |                     |           |
|                   |       | 27 | Kimiya Satō         | Campos Racing        | 27   | awaria              |           |
|                   |       | 22 | Axcil Jefferies     | Trident              | 2    | kolizja z Berthonem |           |
|                   |       | 12 | Facu Regalía        | Hilmer Motorsport    | 0    | wypadek             |           |
| P                 | + / – | Nr | Kierowca            | Konstruktor          | Okr. | Czas / Strata       | Komentarz |

#### Najszybsze okrążenie
| Nr | Kierowca         | Konstruktor  | Czas     | Okr. |
| -- | ---------------- | ------------ | -------- | ---- |
| 2  | Artiom Markiełow | Russian Time | 1:43,604 | 24   |

#### Premia za najszybsze okrążenie w TOP 10
| Nr | Kierowca      | Konstruktor | Czas     | Okr. |
| -- | ------------- | ----------- | -------- | ---- |
| 7  | Jolyon Palmer | DAMS        | 1:44,804 | 10   |

#### Prowadzenie w wyścigu
| Nr                              | Kierowca          | Okrążenia  | Suma |
| ------------------------------- | ----------------- | ---------- | ---- |
| 15                              | Simon Trummer     | 18-31      | 13   |
| 10                              | Stoffel Vandoorne | 1-9, 31-32 | 10   |
| 24                              | Nathanaël Berthon | 11-18      | 7    |
| 26                              | Arthur Pic        | 9-11       | 2    |
| 7                               | Jolyon Palmer     | 1          | 0    |
| \| Wykres \| \| ------ \| \| \| |                   |            |      |
| Wykres                          |                   |            |      |
|                                 |                   |            |      |

### Sprint

#### Wyścig
Źródło: Wyprzedź Mnie!
| P                 | + / –     | Nr | Kierowca            | Konstruktor          | Okr. | Czas / Strata | Komentarz |
| ----------------- | --------- | -- | ------------------- | -------------------- | ---- | ------------- | --------- |
| 1                 | 5         | 7  | Jolyon Palmer       | DAMS                 | 23   | 41:02,484     |           |
| 2                 | Bez zmian | 15 | Simon Trummer       | Rapax                | 23   | +0:00,809     |           |
| 3                 | 4         | 4  | Julián Leal         | Carlin               | 23   | +0:01,430     |           |
| 4                 | 3         | 3  | Felipe Nasr         | Carlin               | 23   | +0:08,719     |           |
| 5                 | 14        | 8  | Stéphane Richelmi   | DAMS                 | 23   | +0:16,416     |           |
| 6                 | 4         | 14 | Adrian Quaife-Hobbs | Rapax                | 23   | +0:17,680     |           |
| 7                 | 7         | 1  | Mitch Evans         | Russian Time         | 23   | +0:18,012     |           |
| 8                 | 1         | 16 | René Binder         | Arden International  | 23   | +0:19,791     |           |
| 9                 | 5         | 26 | Arthur Pic          | Campos Racing        | 23   | +0:19,977     |           |
| 10                | 5         | 2  | Artiom Markiełow    | Russian Time         | 23   | +0:20,678     |           |
| 11                | Bez zmian | 20 | Daniël de Jong      | MP Motorsport        | 23   | +0:21,086     |           |
| 12                | 9         | 9  | Takuya Izawa        | ART Grand Prix       | 23   | +0:21,713     |           |
| 13                | Bez zmian | 11 | Daniel Abt          | Hilmer Motorsport    | 23   | +0:29,171     |           |
| 14                | 7         | 23 | Johnny Cecotto Jr.  | Trident              | 23   | +0:33,500     |           |
| 15                | 2         | 21 | Jon Lancaster       | MP Motorsport        | 23   | +0:34,017     |           |
| 16                | Bez zmian | 18 | Rio Haryanto        | Caterham Racing      | 23   | +0:35,778     |           |
| 17                | 6         | 24 | Nathanaël Berthon   | Venezuela GP Lazarus | 23   | +0:38,028     |           |
| 18                | 2         | 17 | André Negrão        | Arden International  | 23   | +0:38,524     |           |
| 19                | 5         | 27 | Kimiya Satō         | Campos Racing        | 23   | +0:39,439     |           |
| 20                | 6         | 12 | Facu Regalía        | Hilmer Motorsport    | 23   | +0:44,065     |           |
| 21                | 4         | 22 | Axcil Jefferies     | Trident              | 23   | +0:48,583     |           |
| 22                | 14        | 10 | Stoffel Vandoorne   | ART Grand Prix       | 23   | +0:49,324     |           |
| 23                | 18        | 6  | Stefano Coletti     | Racing Engineering   | 23   | +1:20,944     |           |
| 24                | 6         | 5  | Raffaele Marciello  | Racing Engineering   | 22   | +1 okr.       |           |
| 25                | 3         | 19 | Alexander Rossi     | Caterham Racing      | 22   | +1 okr.       |           |
| Niesklasyfikowani |           |    |                     |                      |      |               |           |
|                   |           | 25 | Conor Daly          | Venezuela GP Lazarus | 16   | wycofał się   |           |
| P                 | + / –     | Nr | Kierowca            | Konstruktor          | Okr. | Czas / Strata | Komentarz |

#### Najszybsze okrążenie
| Nr | Kierowca        | Konstruktor     | Czas     | Okr. |
| -- | --------------- | --------------- | -------- | ---- |
| 19 | Alexander Rossi | Caterham Racing | 1:45,344 | 4    |

#### Premia za najszybsze okrążenie w TOP 10
| Nr | Kierowca      | Konstruktor | Czas     | Okr. |
| -- | ------------- | ----------- | -------- | ---- |
| 7  | Jolyon Palmer | DAMS        | 1:45,636 | 4    |

#### Prowadzenie w wyścigu
| Nr                              | Kierowca      | Okrążenia | Suma |
| ------------------------------- | ------------- | --------- | ---- |
| 7                               | Jolyon Palmer | 2-23      | 22   |
| 15                              | Simon Trummer | 1-2       | 1    |
| 3                               | Felipe Nasr   | 1         | 0    |
| \| Wykres \| \| ------ \| \| \| |               |           |      |
| Wykres                          |               |           |      |
|                                 |               |           |      |

## Klasyfikacja po zakończeniu rundy

### Kierowcy
| P  | +/− | Kierowca            | Starty | Punkty | P1 | P2 | P3 | PP | NO | NS |
| -- | --- | ------------------- | ------ | ------ | -- | -- | -- | -- | -- | -- |
| 1  | N   | Jolyon Palmer       | 2      | 38     | 1  | –  | 1  | 1  | 2  | –  |
| 2  | N   | Julián Leal         | 2      | 28     | –  | 1  | 1  | –  | –  | 1  |
| 3  | N   | Stoffel Vandoorne   | 2      | 25     | 1  | –  | –  | –  | –  | –  |
| 4  | N   | Simon Trummer       | 2      | 18     | –  | 1  | –  | –  | –  | –  |
| 5  | N   | Felipe Nasr         | 2      | 12     | –  | –  | –  | –  | –  | –  |
| 6  | N   | Stefano Coletti     | 2      | 12     | –  | –  | –  | –  | –  | –  |
| 7  | N   | Arthur Pic          | 2      | 10     | –  | –  | –  | –  | –  | –  |
| 8  | N   | Takuya Izawa        | 2      | 8      | –  | –  | –  | –  | –  | –  |
| 9  | N   | Stéphane Richelmi   | 2      | 6      | –  | –  | –  | –  | –  | –  |
| 10 | N   | Adrian Quaife-Hobbs | 2      | 5      | –  | –  | –  | –  | –  | –  |
| 11 | N   | René Binder         | 2      | 3      | –  | –  | –  | –  | –  | –  |
| 12 | N   | Mitch Evans         | 2      | 2      | –  | –  | –  | –  | –  | –  |
| 13 | N   | Artiom Markiełow    | 2      | 0      | –  | –  | –  | –  | –  | –  |
| 14 | N   | Daniël de Jong      | 2      | 0      | –  | –  | –  | –  | –  | –  |
| 15 | N   | Conor Daly          | 2      | 0      | –  | –  | –  | –  | –  | 1  |
| 16 | N   | Daniel Abt          | 2      | 0      | –  | –  | –  | –  | –  | –  |
| 17 | N   | Johnny Cecotto Jr.  | 2      | 0      | –  | –  | –  | –  | –  | –  |
| 18 | N   | Jon Lancaster       | 2      | 0      | –  | –  | –  | –  | –  | –  |
| 19 | N   | Rio Haryanto        | 2      | 0      | –  | –  | –  | –  | –  | –  |
| 20 | N   | Nathanaël Berthon   | 2      | 0      | –  | –  | –  | –  | –  | –  |
| 21 | N   | André Negrão        | 2      | 0      | –  | –  | –  | –  | –  | –  |
| 22 | N   | Raffaele Marciello  | 2      | 0      | –  | –  | –  | –  | –  | –  |
| 23 | N   | Kimiya Satō         | 2      | 0      | –  | –  | –  | –  | –  | 1  |
| 24 | N   | Facu Regalía        | 2      | 0      | –  | –  | –  | –  | –  | 1  |
| 25 | N   | Axcil Jefferies     | 2      | 0      | –  | –  | –  | –  | –  | 1  |
| 26 | N   | Alexander Rossi     | 2      | 0      | –  | –  | –  | –  | –  | –  |
| P  | +/− | Kierowca            | Starty | Punkty | P1 | P2 | P3 | PP | NO | NS |

### Konstruktorzy
| P  | +/− | Konstruktor          | Starty | Punkty | P1 | P2 | P3 | PP | NO | NS |
| -- | --- | -------------------- | ------ | ------ | -- | -- | -- | -- | -- | -- |
| 1  | N   | DAMS                 | 4      | 44     | 1  | –  | 1  | 1  | 2  | –  |
| 2  | N   | Carlin               | 4      | 40     | –  | 1  | 1  | –  | –  | –  |
| 3  | N   | ART Grand Prix       | 4      | 33     | 1  | –  | –  | –  | –  | –  |
| 4  | N   | Rapax                | 4      | 23     | –  | 1  | –  | –  | –  | –  |
| 5  | N   | Racing Engineering   | 4      | 12     | –  | –  | –  | –  | –  | –  |
| 6  | N   | Campos Racing        | 4      | 10     | –  | –  | –  | –  | –  | 1  |
| 7  | N   | Arden International  | 4      | 3      | –  | –  | –  | –  | –  | –  |
| 8  | N   | Russian Time         | 4      | 2      | –  | –  | –  | –  | –  | –  |
| 9  | N   | MP Motorsport        | 4      | 0      | –  | –  | –  | –  | –  | –  |
| 10 | N   | Venezuela GP Lazarus | 4      | 0      | –  | –  | –  | –  | –  | 1  |
| 11 | N   | Hilmer Motorsport    | 4      | 0      | –  | –  | –  | –  | –  | 1  |
| 12 | N   | Trident              | 4      | 0      | –  | –  | –  | –  | –  | 1  |
| 13 | N   | Caterham Racing      | 4      | 0      | –  | –  | –  | –  | –  | –  |
| P  | +/− | Konstruktor          | Starty | Punkty | P1 | P2 | P3 | PP | NO | NS |